# 월드 플로라 온라인
월드 플로라 온라인(World Flora Online)은 세계의 식물 종에 대한 인터넷 기반 공개 데이터베이스이다.

## 설명
WFO(World Flora Online)는 2012년 10월에 플랜트 리스트의 후속 프로젝트로 2020년까지 알려진 모든 식물의 온라인 식물계(flora)를 게시할 목적으로 시작된 공개 액세스 데이터베이스이다. 이는 2020년까지 전 세계적으로 식물 종의 손실을 멈추는 것을 목표로 하는 유엔 생물 다양성 협약의 프로젝트이다. 2011-2020 GSPC (Global Strategy for Plant Conservation )의 업데이트된 목표 1: "알려진 모든 식물의 온라인 식물계(flora)" 생성에 대응하여 전 세계 기관의 협력 그룹에서 개발했다.
알려진 모든 식물 종의 접근 가능한 식물계는 식물의 보존을 위한 기본 요구 사항으로 간주되었는데, 이러한 전략의 다른 목표의 달성 및 모니터링을 위한 기준선을 월드 플로라 온라인에서 제공한다. GSPC의 이전 목표는 The Plant List로 2010년에 달성되었다. WFO는 2012년에 미주리 식물원, 뉴욕 식물원, 에든버러 왕립식물원 , 큐 왕립식물원 등의 4개 기관으로 구성된 초기 그룹에 의해 고안되었다. 전체적으로 총 36개 기관이 제작에 참여하고 있다.

## 같이 보기
- 국제 식물명 색인
- 플랜츠 오브 더 월드 온라인

## 서지
- Miller, Chuck; Ulate, William (2017년 8월 23일). “World Flora Online Project: An online flora of all known plants”. 《Proceedings of TDWG》 1: e20529. doi:10.3897/tdwgproceedings.1.20529.
- “World Flora Online: An international initiative of the Global Partnership for Plant Conservation”. The World Flora Online Consortium. 2019년 11월 6일에 확인함.
- “World Flora Online”. 《Plant Science》. 미주리 식물원. 2019년 11월 6일에 확인함.
- “The Plant List”. Royal Botanic Gardens, Kew; 미주리 식물원. 2013. 2019년 5월 23일에 원본 문서에서 보존된 문서. 2019년 11월 6일에 확인함., see also The Plant List